# Calceola
Calceola és un gènere d'animals marins (coralls rugosos) extingits, del Devonià mitjà. És citat per William J. Davis en 1887 en una publicació sobre coralls fòssils.

## Característiques i distribució
Era un gènere molt característic amb una forma triangular regular i una tapa articulada que podia tancar els teixits tous. La mida mitjana era de cinc centímetres. Es pot trobar a l'oceà Paleotetis.
Els paleontòlegs distingeixen tres etapes del cicle biològic: Inicial, juvenil i adulta. Cadascuna amb una morfologia diferent. La forma adulta és la que més s'hi acosta a la forma triangular. En alguns individus n'hi ha dues, però és més freqüent trobar una excreció en forma de piu a les restes fòssils. Serveix de fixació directa al substrat del fons marí o a un cos ramificat on s'hi fixen diversos individus.